# لونجهورن
لونجهورن ستيك هاوس هي سلسلة مطاعم أمريكية غير رسمية متعددة الجنسيات تمتلكها وتديرها مطاعم داردن ، ومقرها في أورلاندو ، فلوريدا.  اعتبارًا من عام 2016 ، حققت لونجهورن ستيك هاوس 1.6 مليار دولار من المبيعات في مواقعها البالغ عددها 481 موقعًا.